# Калиновка (Гайский городской округ)
Кали́новка — посёлок сельского типа в городском округе Гай Оренбургской области России.

## География
Посёлок находится в 5 км к востоку от центра города. Рядом с Калиновкой находится исток реки Колпачка (приток Урала).

### Климат
Находится в области континентального климата с холодной зимой и жарким летом. Средняя температура января −18 °C, июля +22 °C. Осадков свыше 300 мм в год.

## Население
| 2009 | 2010 | 2015 |
| ---- | ---- | ---- |
| 685  | ↘624 | ↘593 |

## Инфраструктура
Детский сад

## Транспорт
Автобусное сообщение с городом Гай